# اچ‌ام‌اس تارتار (اف۴۳)
اچ‌ام‌اس تارتار (اف۴۳) (به انگلیسی: HMS Tartar (F43)) یک کشتی بود که طول آن ۳۷۷ فوت (۱۱۵ متر) بود. این کشتی در سال ۱۹۳۷ ساخته شد.